# Phong bì

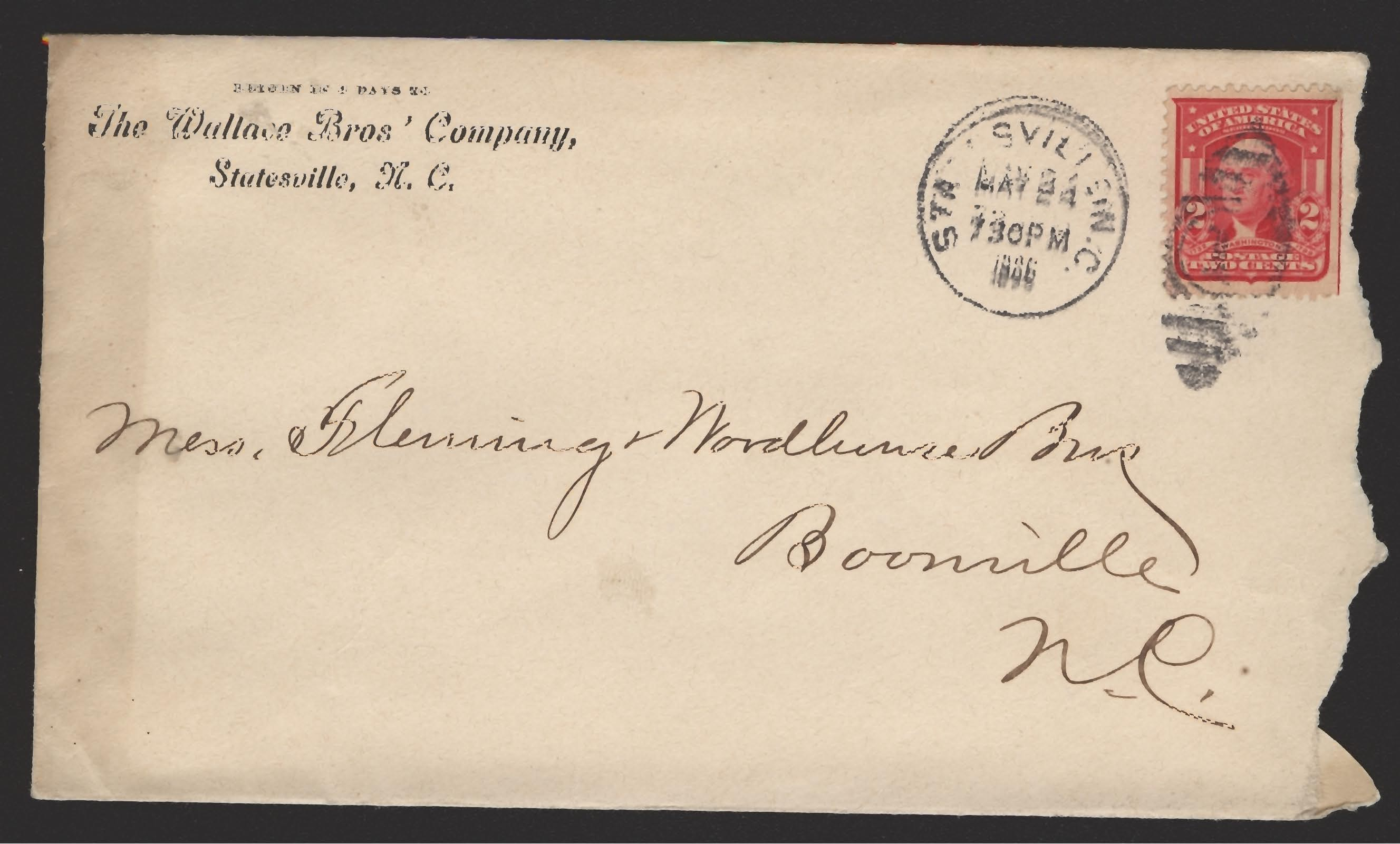
Mặt trước của một bao thư

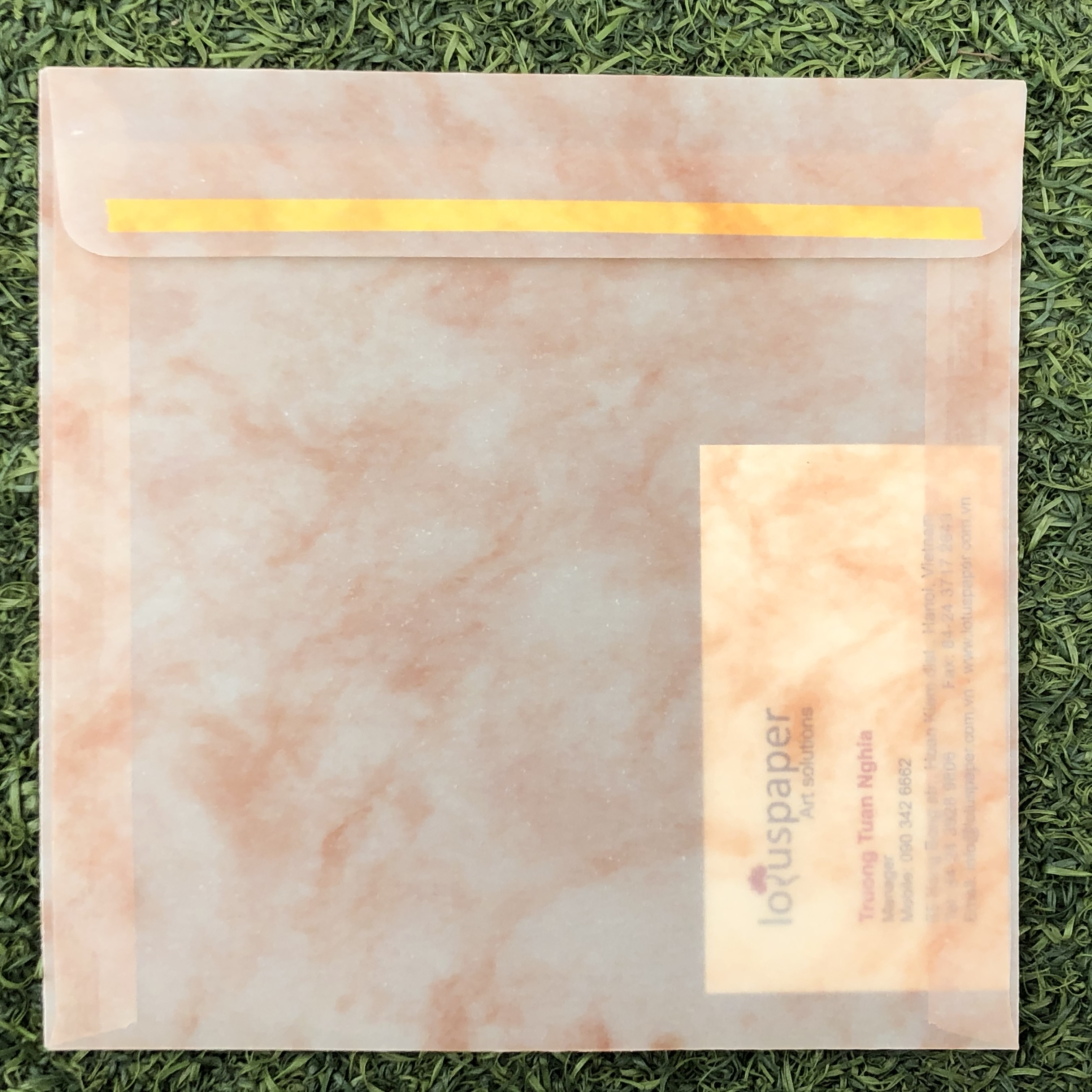
Phong bì giấy can hình vuông

Bao thư, bì thư hoặc phong bì là một dạng bao bì phổ biến thường được làm bằng vật liệu phẳng, mỏng (giấy là chủ yếu), được thiết kế để chứa đựng một vật phẳng và mỏng (như một lá thư hoặc một chiếc thẻ, nhưng chủ yếu là để gửi thư). Phong bì truyền thống được làm từ tấm cắt giấy để một trong ba hình dạng: hình thoi, hình vắt chéo cánh tay, hoặc một con diều. Những hình dạng này cho phép tạo ra cấu trúc phong bì bằng cách gấp hai tấm xung quanh một khu vực trung tâm hình chữ nhật.
Bao thư dùng làm phương tiện để bảo vệ và bảo mật cho thư (thường bao thư được dán kín) và còn có chức năng vận chuyển. Trên mặt bao thư thường có ghi người gửi, người nhận và có đóng dấu của bưu điện. Ngày nay thuật ngữ bao thư đôi khi còn hiểu theo nghĩa rộng, chẳng hạn từ "phong bì" trong tiếng Việt còn dùng để chỉ về một món quà có tính cách tiêu cực dùng để hối lộ, đút lót hay mua chuộc....
Ngày nay, hình ảnh chiếc bao thư đã trở thành biểu tượng cho tin nhắn điện tử của nhiều phần mềm ví dụ như: tin nhắn của điện thoại di động, tin nhắn đến trong Yahoo.Mail, G Mail.... hoặc trong nhiều phiên bản của trang Web Wikipedia đặc biệt là Wikipedia tiếng Việt khi có một thông tin liên lạc vào trang cá nhâncủa người dùng, thì họ sẽ nhận được một dòng tin nhắn có nền vàng nâu bọc trong đó là hình ảnh một chiếc phong bì nhỏ, nghiêng và thân thiện.

## Lịch sử

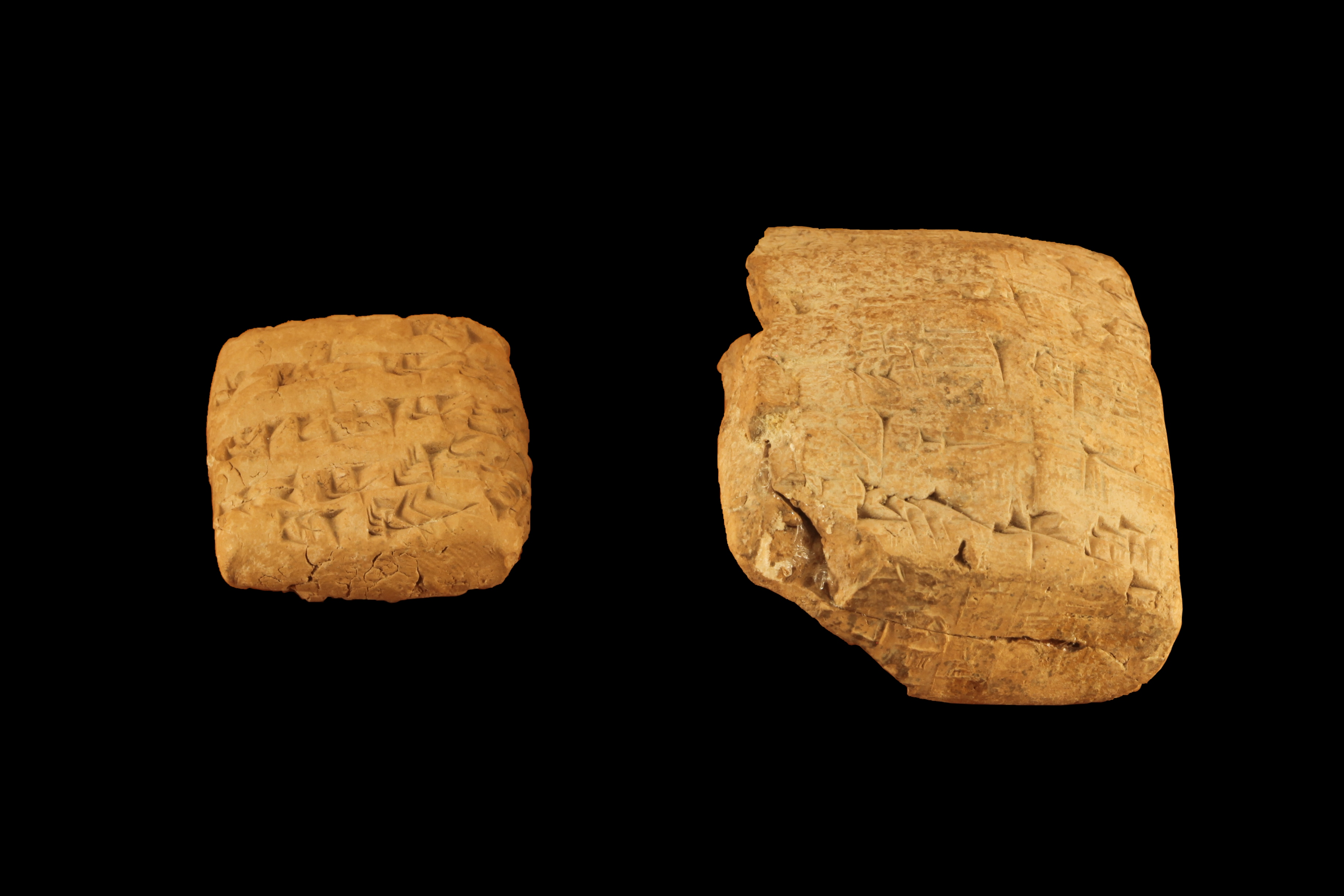
Ruột và phong bì bằng đất nung khoảng năm 2037 TCN, hiện đang lưu trữ tại Bảo tàng Mỹ thuật Lyon

Phong bì xuất hiện từ khá lâu trong lịch sử loài người, với mục đích bao bì dạng mỏng chứa đựng nội dung bên trong. Các bao bì dạng mỏng chứa đựng các nội dung giao dịch tài chính đầu tiên bằng đất sét đã được phát hiện có niên đại từ 3200 đến 3500 năm trước công nguyên ở vùng Trung Đông. Những phong bì đầu tiên này đã được phát hiện bởi Jacques Jean Marie de Morgan tại thành phố cổ Susa (tỉnh Khuzestan, Iran) năm 1901 và Roland de Mecquenem năm 1907.
- Kỷ lục phong bì lớn nhất tính đến đầu năm 2013 có lẽ thuộc về Garima Angel, một cô sinh viên năm cuối Agra College, thành phố Agra, bang Uttar Pradesh, Ấn Độ với kích thước dài 14,51 mét, rộng 9,86 mét, với tổng diện tích bề mặt khi đã gấp lên tới hơn 143 mét vuông, nặng xấp xỉ 50 kg, có màu vàng, sử dụng giấy dày xấp xỉ 800g/m². Để làm ra kỷ lục này, cô sinh viên đã bỏ ra hơn một tháng nhằm kỷ niệm ngày sinh của bản thân; phong bì này được dự định chứa những thông điệp về vấn đề ô nhiễm môi trường mà dòng sông bẩn Yamuna có thể mang lại cho Taj Mahal[2] (Xem hình tại đây). Kỷ lục cũ năm 2012 cũng do một nhóm sinh viên Ấn Độ thuộc đại học Aligarh Muslim làm ra với kích thước 11,02x7,61 mét.[3]

## Phân loại
Phong bì khác nhau bởi kịch thước đựng giấy, nắp, tác dụng, chất liệu. Tiêu chuẩn quốc tế ISO 269 quy định nhiều kích thước phong bì chuẩn phù hợp tiêu chuẩn ISO 216:2007 của kích thước giấy:
| Định dạng | Kích thước (CxR mm) | Kích thước (CxR in) | Thích hợp đựng giấy khổ      |
| --------- | ------------------- | ------------------- | ---------------------------- |
| DL        | 110 × 220           | 4,33 x 8,66         | 1/3 A4                       |
| C7        | 81 x 114            | 3,2 x 4,5           | 1/3 A5                       |
| C7/C6     | 81 x 162            | 3,19 x 6,4          | 1/3 A5                       |
| C6        | 114 × 162           | 4,5 x 6,4           | A6 (hoặc A4 gấp đôi hai lần) |
| C6/C5     | 114 × 229           | 4,5 x 9             | 1/3 A4                       |
| C5        | 162 × 229           | 6,4 x 9             | A5 (hoặc A4 gấp đôi)         |
| C4        | 229 × 324           | 9,0 x 12,75         | A4                           |
| C3        | 324 × 458           | 12,8 x 18           | A3                           |
| 1/2BC4    | 125 × 324           | 4,92 x 12,75        | C4 gấp đôi dọc               |
| B6        | 125 × 176           | 4,9 x 6,9           | C6                           |
| B5        | 176 × 250           | 6,9 x 9,8           | C5                           |
| B4        | 250 × 353           | 9,8 x 13,9          | C4                           |
| E4        | 280 × 400           | 11 x 15,75          | B4                           |

So sánh kích thước vài loại phổ biến:
C6: 114x162mm, màu xanh lam
DL: 110x220mm, màu đỏ
C6/C5: 114x229mm, màu đen

Viện tiêu chuẩn của Đức DIN cũng đưa ra hệ thống tiêu chuẩn DIN 678-1 và DIN 678-2 với các định dạng phong bì tương tự.